# هواگرد رزمی همکار

پهپاد رزمی ایکس‌کیو-۵۸ والکری

هواگرد رزمی همکار (CCA)، طرحی در آمریکا برای توسعه پهپادهای هم‌پر است که معمولاً نوع جدیدی از پهپادهای رزمی در نظر گرفته می‌شوند. هواگردهای رزمی همکار به‌منظور تشکیل گروه‌های مشارکتی با نسل بعدی هواگردهای نظامی سرنشین‌دار، از جمله جنگنده‌های نسل ششم و بمب‌افکن‌هایی مانند نورثروپ گرامن بی-۲۱ ریدر، طراحی می‌شوند. برخلاف پهپادهای رزمی کنونی، هواگرد رزمی همکار به‌کمک هوش مصنوعی «خودمختاری» بیشتری در میدان جنگ خواهد داشت. همچنین انتظار می‌رود که این هواگرد بسیار ارزان‌تر از یک هواگرد سرنشین‌دار مشابه باشد. نیروی هوایی آمریکا قصد دارد بیش از ۶ میلیارد دلار طی پنج سال آینده (۲۰۲۳ تا ۲۰۲۸) برای این طرح هزینه کند. موفقیت طرح هواگردهای رزمی همکار می‌تواند نیاز به هواگردهای سرنشین‌دار را کاهش دهد.

## تاریخچه
نیروی هوایی آمریکا در چند سال گذشته به دنبال توسعه پهپاد رزمی هوشمند یا پهپاد هم‌پر بوده‌است. برنامه نسل بعدی برتری هوایی نیروی هوایی آمریکا دست‌کم از سال ۲۰۱۴ آغاز شده‌است که شامل توسعه هواگرد رزمی همکار نیز هست. حداکثر پنج هواگرد رزمی همکار می‌توانند با یک جنگنده سرنشین‌دار همکاری کنند.
برنامه اسکای‌بورگ که حداقل از سال ۲۰۱۹ جریان دارد، در حال توسعه سامانه‌هایی برای عملیات پهپادهای هم‌پر در کنار جنگنده‌های سرنشین‌دار پیشرفته است. از بین چهار طرح رقیب، مشهورترین آنها کراتوس ایکس‌کیو-۵۸ والکری است. آزمایشگاه تحقیقات نیروی هوایی «طرح‌های سرنشین‌دار-بی‌سرنشین اسکای‌بورگ» خود را مانند عملیات‌های نبرد هوایی خودمختار(AACO) خواهد آزمود، و دارپا برنامه هوش مصنوعی تکامل نبرد هوایی(ACE) خود را آزمایش خواهد کرد. نرم‌افزار System for Autonomous Control of Simulation (SACS) برای رابط انسانی توسط کالسپن در حال توسعه است.

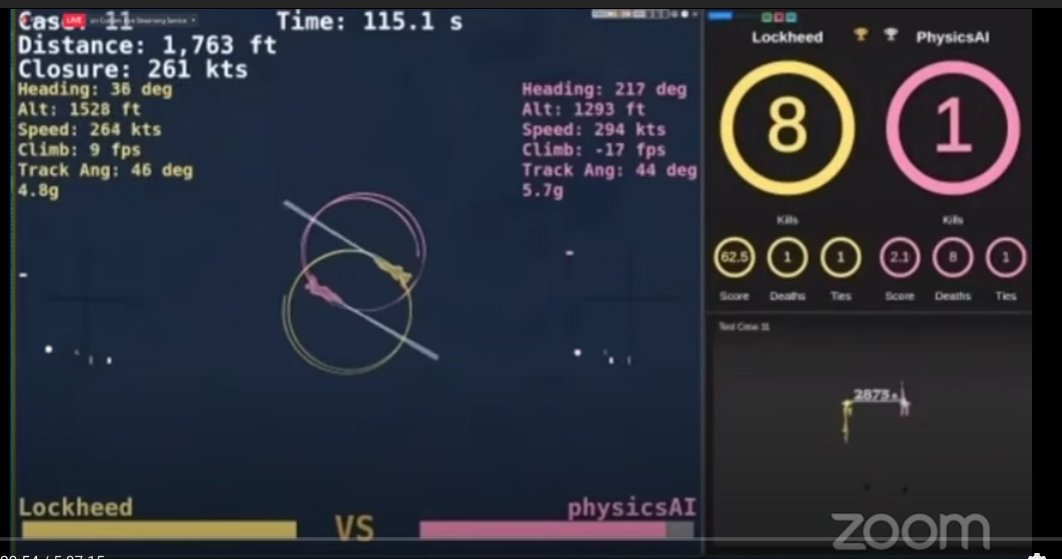
آزمایش‌های دارپا آلفاداگ‌فایت(ADTs)، ۲۰ اوت ۲۰۲۰

در سال ۲۰۲۰، دارپا آلفاداگ‌فایت پیش‌بینی کرد که برنامه‌های هوش مصنوعی که هواپیماهای جنگنده را به پرواز درمی‌آورند، با خلبان‌های انسان همخوانی دارند.

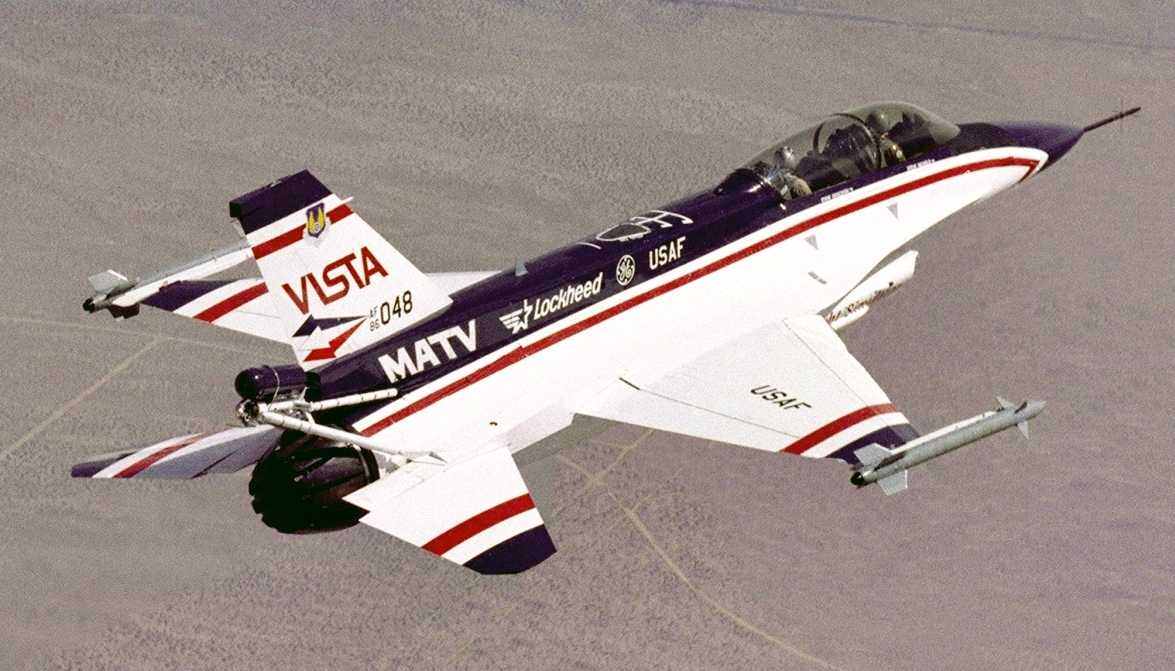
جنرال داینامیکس ایکس-۶۲ ویستا یک اف-۱۶ تغییر یافته‌است که می‌تواند به صورت مستقل پرواز کند و در صورت لزوم خلبان آزمایشی آن را به عهده بگیرد.

دو سامانه هوشمند مصنوعی خودمختار جایگزین در جنرال داینامیکس ایکس-۶۲ ویستا در مدرسه خلبانی آزمایشی نیروی هوایی نصب شده‌اند. هر دو سامانه هواپیما را در ۹ دسامبر ۲۰۲۲ به پرواز درآوردند. تا ۱۶ دسامبر ۲۰۲۲ ایکس-۶۲ ویستا هشت سورتی پرواز با استفاده از تکامل نبرد هوایی(ACE) و شش سورتی پرواز با استفاده از عملیات‌های نبرد هوایی خودمختار(AACO) با میانگین دو سورتی پرواز در روز انجام داده بود.
پروژه لانگ‌شاتِ جنرال اتمیکس برای حمل توسط هواپیمای سرنشین‌دار در نظر گرفته شده‌است که هنگام نیاز به هوا پرتاب می‌شود. این امکان برد کوتاه‌تری را برای پهپاد فراهم می‌کند و در عین حال محافظت پیشرفته را برای هواپیمای سرنشین‌دار رقم می‌زند. دارپا طرح جنرال اتمیکس را برای برنامه لانگ‌شات خود در سال ۲۰۲۲ اتخاذ کرد.
در سال ۲۰۲۲ هدر پنی پنج عنصر کلیدی را برای توسعه فعالانه هواگرد رزمی همکار، خلبانان از راه دور پهپادها و خلبانانی که به‌طور جداگانه در هواپیماهای سرنشین‌دار پرواز می‌کنند، عنوان کرد (همچنین به عنوان تیم خدمه‌دار-بی‌خدمه، یا تیم سرنشین‌دار-بی‌سرنشین نیز نامیده می‌شود).
1. مفاهیمی را ایجاد کنید که نقاط قوت هواگرد رزمی همکار و هواپیماهای خلبانی هم‌گروه را به حداکثر برساند.
2. کاربرها را در توسعه هواگرد رزمی همکار بگنجانید تا اطمینان حاصل کنید که از نحوه عملکردشان در فضای نبرد آگاه هستند.
3. جنگجویان باید بتوانند به خودمختاری هواگرد رزمی همکار وابسته باشند.
4. باید کنترل جنگجویان بر هواگرد رزمی همکار در عملیات پرتحرک تضمین شده باشد.
5. حجم کار انسان باید قابل مدیریت باشد.

تخمین زده می‌شود که یک هواگرد رزمی همکار بین یک دوم تا یک چهارم بهای ۸۰ میلیون دلاری یک اف-۳۵ هزینه داشته باشد. فرانک کندال، وزیر نیروی هوایی ایالات متحده، ناوگان اولیه ۱۰۰۰ فروند هواگرد رزمی همکار را مطرح کرده‌است.
در ۲۴ ژانویه ۲۰۲۴، نیروی هوایی آمریکا قراردادهایی را با پنج پیمانکار اندوریل، بوئینگ، جنرال اتمیکس، لاکهید مارتین و نورثروپ گرامن برای توسعه هواگردهای رزمی همکار منعقد کرد.

## فهرست
تعدادی هواگرد که درحال طراحی یا آزمایش هستند:
- جنرال اتمیکس گامبیت[الف]
- جنرال داینامیکس ایکس-۶۲ ویستا
- کراتوس ایکس‌کیو-۵۸ والکری[۲۵]
- پهپادهایی که در برنامه اسکای‌بورگ توسعه می‌یابند.[۲۶][۲۷][۲۸][۲۹]